# Tetragnatha sobrina
Tetragnatha sobrina là một loài nhện trong họ Tetragnathidae.
Loài này thuộc chi Tetragnatha. Tetragnatha sobrina được Eugène Simon miêu tả năm 1900.